# رون وارنر
رون وارنر (بالإنجليزية: Ron Warner)‏ هو لاعب كرة قدم أمريكية أمريكي، ولد في 26 سبتمبر 1975 في إنديبيندنس في الولايات المتحدة.

## وصلات خارجية
- رون وارنر على موقع مرجع كرة القدم المحترفة.كوم (الإنجليزية)